# Bandwagoning
Bandwagoning – strategia polegająca na udzieleniu poparcia przez państwa mniejsze i słabsze silniejszej stronie sporu lub konfliktu międzynarodowego. 
Państwo wspierające może w ten sposób uzyskać konkretne korzyści: zapewnienie lub poprawę własnego bezpieczeństwa, korzyści materialne (np. terytorialne, gospodarcze) oraz polityczne (lepszą pozycję czy prestiż na arenie międzynarodowej). Strategia ta niesie ze sobą jednak również zagrożenia: możliwość uzależnienia się od mocarstwa, brak realnego wpływu na prowadzoną przez niego politykę i podejmowane decyzje, a także pogorszenie stosunków z innymi państwami.
Bandwagoning jako działanie zwiększające przewagę silniejszej strony sporu przeciwstawiany jest zasadzie zachowania równowagi sił (balancing) – wsparciu strony słabszej (strategii zmniejszającej przewagę silniejszego).
Według jednej z teorii zasada zachowania równowagi sił preferowana jest przez państwa pragnące jedynie – w stanie zagrożenia – uniknąć strat; bandwagoning natomiast przez te, które w takiej sytuacji dostrzegają źródło uzyskania korzyści.

## Pochodzenie pojęcia
W politycznych paradach w USA istniały platformy (wagon) na których wystąpowały zespoły muzyczne (band). Liderzy polityczni wskakiwali na platformę w nadziei na zyskanie poparcia. Stąd wziął się idiom to jump on the bandwagon, oznaczający dołączenie się do innych, najczęściej dużej grupy, w nadziei na uzyskanie popularności lub poklasku.

## Hipotezy bandwagoningu (według Stevena M. Walta)
1. Podstawowa zasada: kraje stojące w obliczu zewnętrznego zagrożenia zjednoczą się z państwem stanowiącym dlań największe zagrożenie.
2. Im większy potencjał danego kraju, tym większe dążenie pozostałych do sprzymierzenia się z nim.
3. Im bliżej znajduje się mocarstwo, tym większe skłonności sąsiadów do zjednoczenia się z nim.
4. Im większe możliwości ofensywne kraju, tym większe dążenie pozostałych do sprzymierzenia się z nim.
5. Im bardziej agresywne są cele państwa, tym mniej prawdopodobne, że inne sprzymierzą się przeciwko niemu.
6. Sojusze zawarte w celu odparcia zagrożenia rozpadają się, gdy zagrożenie staje się poważne[5].

## Przykłady bandwagoningu
- Wsparcie działań Napoleona Bonaparte przez część mniejszych państw niemieckich (np. Bawarii, Badenii, Hesji-Darmstadt czy Wirtembergii), zachęconych przez Napoleona obietnicami korzyści terytorialnych[6].
- Poparcie hitlerowskich Niemiec przez niektóre państwa europejskie przed i w trakcie II wojny światowej (Bułgaria, Finlandia, Włochy, Węgry)[7].
- Poparcie przez Polskę Stanów Zjednoczonych w wojnie z Irakiem i Afganistanem[8].